# Guillaume de Seignelay
Guillaume de Seignelay, né à Seignelay et mort en 1223, est un prélat français, évêque d'Auxerre puis évêque de Paris dans le premier quart du XIIIe siècle. 
Le ménologue de Citeaux l'inclut dans les saints. Sa fête est le 23 novembre.

## Biographie

### Famille
Son père est Bochard ou Bouchard, frère ou oncle de Deimbert II, seigneur de Seignelay. Sa mère est Aanor, fille d'André seigneur de Montbard et parente de saint Bernard ; elle est morte au château d'Esnon et a été enterrée à l'abbaye de Pontigny.
Guillaume s'est particulièrement bien entendu avec son frère Manassès († 1221), évêque d'Orléans de 1208 à sa mort en 1221, enterré dans l'église de Sainte-Croix à Orléans. 

### Premières fonctions
D'abord chanoine de la cathédrale d'Auxerre, Guillaume est élu doyen du chapitre d’Auxerre en 1194. Son frère l'y rejoint en tant qu'archidiacre. Guillaume devient évêque d'Auxerre le 18 février 1207, Manassès évêque d'Orléans l'année suivante. Le comte d'Auxerre est Pierre II de Courtenay depuis 1185, jusqu'à sa mort en 1219.

### Conflit avec Philippe Auguste
Ils sont tous deux évêques sous les papes Innocent III (1198–1216) puis Honorius III (1216-1227), qui soutiennent Philippe Auguste dans ses conflits d'expansion. C'est pourquoi Philippe Auguste convoque Manassès de Seignelay et Guillaume entre autres barons et évêques, pour marcher en Bretagne avec son armée. Les deux frères et leurs vassaux vont de concert jusqu'à Mantes, mais n'y trouvent pas le roi et sur ces entrefaites s'en retournent chez eux : selon eux, ils ne sont obligés ni d'aller ni d'envoyer à la guerre si le roi n'y est pas en personne. Philippe Auguste ne le voit pas de cet œil malgré la justesse du point de vue des deux frères en accord avec le droit féodal, et confisque leurs régales ou ce qu'ils tiennent de lui en fief. Les deux évêques ripostent en jetant un interdit sur les terres du roi se trouvant dans leurs diocèses. Rome est saisie, le pape nomme des arbitres. Deux ans plus tard leurs biens leur sont rendus, le roi exempte Guillaume d'aller à la guerre et la paix revient. 

Auparavant, Guillaume avait déjà obtenu de Philippe Auguste que les régales qui selon la coutume passaient au roi pendant les vacances du siège (entre deux évêques), resteraient à l'église d'Auxerre.

### Croisade des Albigeois
Guillaume et Manassès organisent aussi une expédition conjointe de 40 jours (la durée de prise d'armes due au seigneur) en participation à la croisade contre les cathares (1208-1229), pendant laquelle ils atteignent Carcassonne où ils rejoignent Simon de Montfort. Avec son frère Manassès, ils assurent d'ailleurs l'adoubement de Simon de Montfort. 

### Fondations
Guillaume fonde le monastère des Isles, la collégiale d'Appoigny, celle de Cosne en 1212,,.
Guillaume n'établit pas des chanoines à Toucy, c'est son prédécesseur Hugues qui a fondé cette maison. Mais c'est lui qui leur donne un règlement en 1213.

### Construction de la cinquième cathédrale
Il commence la construction de la cathédrale d'Auxerre, sur les fondations de l'édifice roman de Hugues de Châlon consacré en 1057. Il démarre les travaux de démolition-construction simultanément au niveau du chœur (au-dessus de la crypte) et de la tour sud de la grande façade occidentale, en 1215 - les travaux dureront jusqu'en 1550 et n'ont jamais été achevés ; à ce jour il manque toujours la tour sud. Guillaume conserve la crypte construite par Hugues de Châlon en même temps que la cathédrale précédente. C'est le cinquième édifice religieux connu à cet emplacement depuis le début de la chrétienté, et celui qui se dresse toujours à notre époque. 

La cathédrale est un symbole de l'autorité épiscopale vis-à-vis des comtes d’Auxerre ; un symbole important dans ces temps troubles où l’Église, encore peu structurée, fait face à des pouvoirs locaux pratiquement indépendants de tout pouvoir central.

### Défense des intérêts de Pierre II de Courtenay et de son héritier
Pierre II de Courtenay est élu roi de Constantinople en 1216 ou 1217. Il part vers son royaume, laissant le comté d'Auxerre à la charge de son frère Robert de Courtenay et de Guillaume. Mais Pierre de Courtenay est fait prisonnier, et environ 18 mois ou plus se passent avant que sa mort soit avérée. Pendant cette période d'incertitude, en octobre 1217 son gendre Hervé de Donzy comte de Nevers part pour l'Orient lui aussi, fait le siège de Damiette avec Gautier évêque d'Autun, apprend sinon la mort de Pierre tout au moins les incertitudes qui entourent celle-ci, et revient en France en août 1218 avec la ferme intention de récupérer pour son propre bénéfice le comté d'Auxerre puisque sa femme en est l'héritière. Mais la mort de Pierre n'est pas certaine ni avérée et il rencontre plus d'obstacles que prévu. Robert de Courtenay n'a que 17 ans en 1218 mais Guillaume, fidèle au comte Pierre, fait tant et si bien qu'Hervé doit quitter Auxerre.

### Nomination à l'évêché de Paris
C'est dans ce contexte qu'arrive sa nomination à l'évêché de Paris à la mort de Pierre II de la Chapelle. Avec la construction de la cathédrale et les revendications d'Hervé de Donzy, Guillaume va même jusqu'à Rome demander d'être exempté de ce nouvel apostolat, mais en vain : il doit quitter Auxerre pour Paris, où il arrive le 20 février 1219. Il a cependant si bien œuvré contre Hervé de Donzy que ce dernier ne revient dans la ville qu'une fois notre évêque absent, et ne peut prendre le comté en main que vers la fin 1220. Mais la cathédrale de Guillaume ne sera jamais terminée.

### Mort
Il meurt à Saint-Cloud le 23 novembre 1223. Il est inhumé par demande testamentaire dans la chapelle Saint-Thomas devant le grand autel de l'abbaye de Pontigny, un établissement que les seigneurs de Seignelay ont activement et libéralement soutenus dès sa fondation en 1114.
Épitaphe de Guillaume de Seignelay :
«  Laudibus immensis, reverendi parisiensis, 

Claris ortus avis, morum fuit inclita Clavis, 

præsulis, hæc fossa Guillelmi continet ossa ; 

Et anima ejus requiescat in pace.
 »
— Léb. mém., t. 1, p. 353.